# Tamra
Tamra est une ville d'Israël, en hébreu : טַמְרָה, en arabe : طمرة.

## Histoire

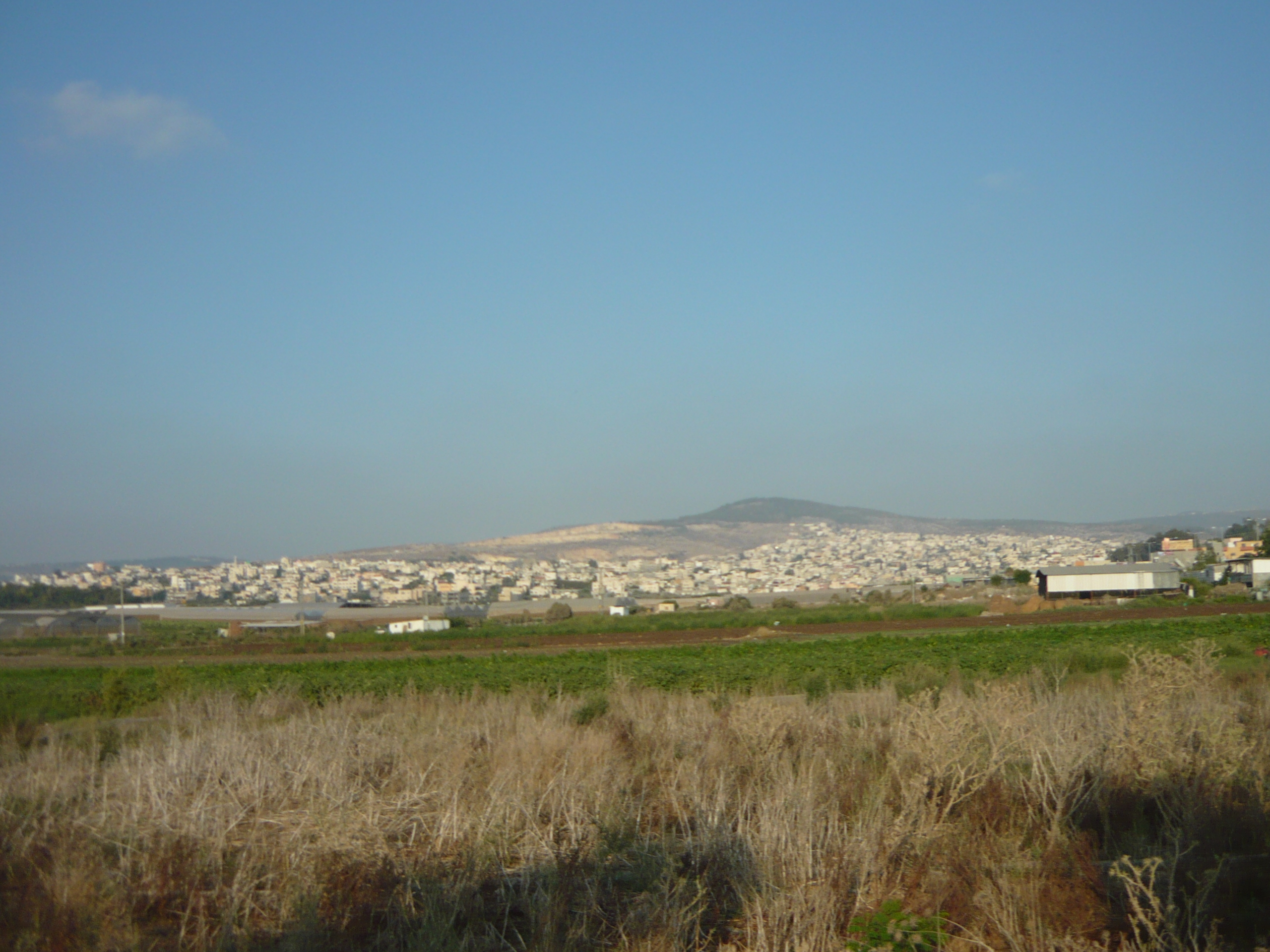
Tamra en 2010.

Tamra a été capturé par les forces israéliennes contre l'Armée de libération arabe et de l'armée syrienne en 1948 durant la Guerre israélo-arabe de 1948-1949 dans le cadre de l'Opération Dekel. La ville s'est développée rapidement durant la période des premières années de l'État d'Israël. Un pourcentage élevé de terres agricoles de la ville a été confisqué par les autorités israéliennes et attribués à des coopératives agricoles et les villes proches de colonies juives comme Mitzpe Aviv. Tamra obtenu le statut de conseil municipal en 1956 et a été déclarée ville en 1996.

## Géographie
Tamra se situe à 60 kilomètres à l'est de Haifa et de la mer, et à 30 kilomètres à l'ouest du lac Tibériade.

## Démographie
En 2007, la ville avait une population totale de 27 300. En 2001, la population de la ville était presque entièrement arabe (99,6 % de musulmans), sans importante population juive.
En 2001, il y avait 11 900 hommes et 11 400 femmes. 48,5 % de 19 ans ou moins, 18,0 % entre 20 et 29 ans, 19,7 % entre 30 et 44 ans, 9,0 % de 45 à 59, 1,6 % de 60 à 64 ans, et de 3,0 % 65 ans ou plus. Le taux de croissance de la population en 2001 était de 3,3 % et en 2005 est tombé à 2,5 %